# Aché Laboratórios Farmacêuticos
Aché Laboratórios Farmacêuticos, o simplemente Aché, es un laboratorio brasileño fundado en 1965.
Tuvo la mayor ganancia neta del sector en 2012 y fue objeto de ofertas de compra por parte de otras empresas nacionales y multinacionales. Tiene una planta industrial en Anápolis, Cabo de Santo Agostinho, Guarulhos, Londrina y São Paulo.
Comercializa 363 marcas, en 978 presentaciones de medicamentos con receta, sin receta y genéricos. Atiende 19 especialidades terapéuticas.